# Roberto Bailey
Roberto James Bailey Sargent (1952. augusztus 10. – 2019. június 11.) hondurasi válogatott labdarúgó.

## Pályafutása

### Klubcsapatban
1970 és 1977 között a Victoria, 1978 és 1984 között a Marathón csapatában játszott. Egyszeres hondurasi bajnok.

#### Statisztika
| Klub              | Szezon            | Bajnokság                 | Bajnokság | Bajnokság | Hondurasi kupa | Hondurasi kupa | Ligakupa | Ligakupa | CONCACAF | CONCACAF | Összesen | Összesen |
| Klub              | Szezon            | Osztály                   | Mérk.     | Gólok     | Mérk.          | Gólok          | Mérk.    | Gólok    | Mérk.    | Gólok    | Mérk.    | Gólok    |
| ----------------- | ----------------- | ------------------------- | --------- | --------- | -------------- | -------------- | -------- | -------- | -------- | -------- | -------- | -------- |
| Marathón          | 1978–79           | Liga Nacional de Honduras | 22        | 7         | —              | —              | —        | —        | —        | —        |          |          |
| Marathón          | 1979–80           | Liga Nacional de Honduras | 33        | 12        | —              | —              | —        | —        | —        | —        |          |          |
| Marathón          | 1980–81           | Liga Nacional de Honduras | 33        | 10        | —              | —              | —        | —        | —        | —        |          |          |
| Marathón          | 1981–82           | Liga Nacional de Honduras | 31        | 10        | —              | —              | —        | —        | —        | —        |          |          |
| Marathón          | 1982–83           | Liga Nacional de Honduras | 22        | 4         | —              | —              | —        | —        | —        | —        |          |          |
| Marathón          | 1983–84           | Liga Nacional de Honduras | 20        | 4         | —              | —              | —        | —        | —        | —        |          |          |
| Marathón          | Összesen          | Összesen                  | 161       | 47        | 0              | 0              | 0        | 0        | 0        | 0        | 161      | 47       |
| Pályafutás összes | Pályafutás összes | Pályafutás összes         | 161       | 47        | 0              | 0              | 0        | 0        | 0        | 0        | 161      | 47       |

### A válogatottban
A hondurasi válogatott tagjaként részt vett az 1982-es világbajnokságon, de egyetlen csoportmérkőzésen sem lépett pályára.

## Halála
66 éves korában közlekedési balesetben hunyt el San Pedro Sula közelében 2019, június 11-én.

## Sikerei, díjai
CD Marathón
- Hondurasi bajnok (1): 1978–79

Honduras
- CONCACAF-bajnokság (1): 1981